# Салказанов Таймураз Маїрбекович
Таймураз Маїрбекович Салзаканов (6 квітня 1996 , Karman-Sindzikaud, Північна Осетія — Аланія ) — російський та словацький борець вільного стилю, призер чемпіонатів світу, чотириразовий чемпіон Європи, учасник Олімпійських ігор.

## Спортивні результати на міжнародних змаганнях

### Виступи на Олімпіадах
| Змагання                    | Збірна     | Вагова категорія          | Місце |
| --------------------------- | ---------- | ------------------------- | ----- |
| Літні Олімпійські ігри 2024 | Словаччина | вільна боротьба, до 74 кг | 10    |

### Виступи на Чемпіонатах світу
| Змагання                        | Збірна     | Вагова категорія          | Місце  |
| ------------------------------- | ---------- | ------------------------- | ------ |
| Чемпіонат світу з боротьби 2018 | Словаччина | вільна боротьба, до 70 кг | 14     |
| Чемпіонат світу з боротьби 2019 | Словаччина | вільна боротьба, до 79 кг | Бронза |
| Чемпіонат світу з боротьби 2021 | Словаччина | вільна боротьба, до 74 кг | Срібло |
| Чемпіонат світу з боротьби 2022 | Словаччина | вільна боротьба, до 74 кг | Срібло |
| Чемпіонат світу з боротьби 2023 | Словаччина | вільна боротьба, до 74 кг | 12     |

### Виступи на Чемпіонатах Європи
| Змагання                         | Збірна     | Вагова категорія          | Місце  |
| -------------------------------- | ---------- | ------------------------- | ------ |
| Чемпіонат Європи з боротьби 2018 | Словаччина | вільна боротьба, до 70 кг | 7      |
| Чемпіонат Європи з боротьби 2021 | Словаччина | вільна боротьба, до 74 кг | Золото |
| Чемпіонат Європи з боротьби 2022 | Словаччина | вільна боротьба, до 74 кг | Золото |
| Чемпіонат Європи з боротьби 2023 | Словаччина | вільна боротьба, до 74 кг | Золото |
| Чемпіонат Європи з боротьби 2024 | Словаччина | вільна боротьба, до 74 кг | Золото |
| Чемпіонат Європи з боротьби 2025 | Словаччина | вільна боротьба, до 74 кг | Бронза |

### Виступи на Кубках світу
| Змагання                    | Збірна     | Вагова категорія          | Місце  |
| --------------------------- | ---------- | ------------------------- | ------ |
| Кубок світу з боротьби 2020 | Словаччина | вільна боротьба, до 74 кг | Бронза |
| Кубок світу з боротьби 2020 | Словаччина | команда                   | Бронза |

### Виступи на інших змаганнях
| Змагання                                                       | Збірна     | Вагова категорія          | Місце  |
| -------------------------------------------------------------- | ---------- | ------------------------- | ------ |
| Турнір Алі Алієва 2015                                         | Росія      | вільна боротьба, до 70 кг | 11     |
| Турнір Дана Колова — Николи Петрова 2018                       | Словаччина | вільна боротьба, до 70 кг | Бронза |
| Турнір Алі Алієва 2018                                         | Словаччина | вільна боротьба, до 70 кг | Бронза |
| Турнір Г. Картозія і В. Балавадзе 2018                         | Словаччина | вільна боротьба, до 70 кг | Бронза |
| Турнір Олександра Медведя 2018                                 | Словаччина | вільна боротьба, до 70 кг | 18     |
| Турнір Яшара Догу 2019                                         | Словаччина | вільна боротьба, до 74 кг | Бронза |
| Олімпійський кваліфікаційний турнір з боротьби 2020 (Будапешт) | Словаччина | вільна боротьба, до 74 кг | 11     |
| Олімпійський кваліфікаційний турнір з боротьби 2020 (Софія)    | Словаччина | вільна боротьба, до 74 кг | Бронза |
| Турнір Олександра Медведя 2021                                 | Словаччина | вільна боротьба, до 74 кг | Бронза |
| Меморіал Болата Турлиханова 2022                               | Словаччина | вільна боротьба, до 74 кг | Золото |
| Меморіал Маттео Пелліконе 2022                                 | Словаччина | вільна боротьба, до 74 кг | Золото |
| Відкритий чемпіонат Загреба з боротьби 2023                    | Словаччина | вільна боротьба, до 74 кг | 13     |
| Олімпійський кваліфікаційний турнір з боротьби 2024 (Баку)     | Словаччина | вільна боротьба, до 74 кг | 5      |
| Олімпійський кваліфікаційний турнір з боротьби 2024 (Стамбул)  | Словаччина | вільна боротьба, до 74 кг | Золото |
| Відкритий чемпіонат Загреба з боротьби 2025                    | Словаччина | вільна боротьба, до 74 кг | Золото |
| Турнір Мухамета Мало 2025                                      | Словаччина | вільна боротьба, до 74 кг | Срібло |

### Виступи на змаганнях молодших вікових груп
| Змагання                                      | Збірна     | Вагова категорія          | Місце  |
| --------------------------------------------- | ---------- | ------------------------- | ------ |
| Чемпіонат Європи з боротьби серед молоді 2018 | Словаччина | вільна боротьба, до 74 кг | 10     |
| Чемпіонат світу з боротьби серед молоді 2018  | Словаччина | вільна боротьба, до 74 кг | Золото |